# Brigachtal
Brigachtal är en kommun i Schwarzwald-Baar-Kreis i regionen Schwarzwald-Baar-Heuberg i Regierungsbezirk Freiburg i förbundslandet Baden-Württemberg i Tyskland. 
Kommunen bildades 1 oktober 1974 genom en sammanslagning av kommunerna Kirchdorf, Klengen och Überauchen.
Kommunen ingår i kommunalförbundet Villingen-Schwenningen tillsammans med staden Villingen-Schwenningen och kommunerna Dauchingen, Mönchweiler, Niedereschach, Tuningen och Unterkirnach.